# Гавайская пецилопсетта
Гавайская пецилопсетта (лат. Poecilopsetta hawaiiensis) — вид лучепёрых рыб из семейства пецилопсеттовые (Poecilopsettidae) отряда камбалообразных.
Обитают в восточно-центральной части Тихого океана у берегов Гавайских островов. Донная тропическая рыба, встречается на глубине 80—400 м. Вид вне опасности, он безвреден для человека, объектом промысла не является.